# 上村愛子の一段一段いってみよう!
『上村愛子の一段一段いってみよう!』（うえむらあいこの いちだんいちだん いってみよう）は、JAPAN FM NETWORK一部地方局で2015年10月から2017年3月まで放送されていたスポーツトーク番組である。

## 概要
- 同番組はスキー・モーグル女子において、日本の第一人者として活躍した上村愛子が、現役引退後初めてパーソナリティーを務めるもので、「スポーツ・健康・食生活・子供たち」を通して健全な人間を育てつつ、後継者の指導に尽力する上村が、スポーツ界を中心とした様々な分野からゲストを招き、トークを展開する。ゲストは月替わりで4-5週連続で招く。聞き手・アシスタント役は吉田暁央。
- マンスリーゲストとしてオリンピックのかつてのライバルで、1998年の長野オリンピックの金メダリスト里谷多英が登場した[2]。

## ネット局・放送時間
| 放送局         | 放送時間           | 備考                                               |
| -------------- | ------------------ | -------------------------------------------------- |
| FM岩手         | 日曜 5:30 - 5:55   |                                                    |
| rhythm station | 金曜 14:25 -14:50  |                                                    |
| Datefm         | 土曜 20:00 - 20:30 | 公式HPでは土曜 9:00 - 9:30のまま訂正されていない。 |
| ふくしまFM     | 土曜 11:30 - 11:55 | 以前は土曜18:30 - 18:55                            |
| FM-NIIGATA     | 土曜 25:00 - 25:30 | 2016年3月で打ち切り                                |
| FM長野         | 日曜 5:00 - 5:30   | 2016年10月まで日曜 9:30 - 9:55                     |
| FMとやま       | 土曜 20:00 - 20:30 |                                                    |
| FM GIFU        | 日曜 8:30 - 8:55   |                                                    |
| FM OSAKA       | 月曜 5:30 - 5:55   |                                                    |
| FM徳島         | 土曜 19:00 - 19:30 |                                                    |
| FM高知         | 日曜 8:30 - 8:55   |                                                    |
| FM香川         | 土曜 19:00 - 19:30 |                                                    |
| FM大分         | 日曜 8:30 - 8:55   | 2016年3月まで金曜 21:30 - 21:55                    |
| FM長崎         | 土曜 12:30 - 12:55 |                                                    |
| FM鹿児島       | 日曜 18:30 - 18:55 | 2016年11月現在打ち切り                             |